# Wati
Albums de Amadou et Mariam
Tje ni mousso
(2000) Dimanche à Bamako
(2004)
Wati est un album d'Amadou et Mariam sorti le 1er avril 2003.

## Titres de l'album
| 1.    | Walide               | Amadou Bagayoko/Mariam Doumbia                             | 5:06 |
| 2.    | Ilbiwan              | Amadou Bagayoko/Mariam Doumbia                             | 4:14 |
| 3.    | Les temps ont changé | Amadou Bagayoko/Mariam Doumbia                             | 4:46 |
| 4.    | Baroni               | Marc Dembèlè/Sergent Garcia/Amadou Bagayoko/Mariam Doumbia | 4:54 |
| 5.    | Sarama               | Amadou Bagayoko/Mariam Doumbia                             | 4:45 |
| 6.    | Dougou massa         | Amadou Bagayoko/Mariam Doumbia                             | 4:11 |
| 7.    | Chauffeurs           | Amadou Bagayoko/Mariam Doumbia                             | 4:54 |
| 8.    | Mali denou           | Amadou Bagayoko/Mariam Doumbia                             | 4:31 |
| 9.    | Lahilala             | Amadou Bagayoko/Mariam Doumbia                             | 5:02 |
| 10.   | Barika               | Amadou Bagayoko/Mariam Doumbia                             | 3:38 |
| 11.   | Fana                 | Amadou Bagayoko/Mariam Doumbia                             | 4:34 |
| 12.   | Poulo                | Amadou Bagayoko/Mariam Doumbia                             | 6:47 |
| 57:22 |                      |                                                            |      |

## Musiciens
- Amadou Bagayoko - Guitare (électrique et acoustique), chant
- Mariam Doumbia - Chant, chœurs
- Matthieu Chedid - Guitare
- Valentin Clastrier - Vielle
- Boubacar Dembele - Djembe, Cabassa, Calebasse
- Djourou Diallo - Flûte
- Sergent Garcia - Chant
- Laurent Griffon - Basse (électrique et acoustique)
- Parvin Javdan - Chant
- Moriba Koïta - N'goni
- Cédric Lesouquet - Contrebasse
- Ibrahim Maalouf - Trompette
- Matu - Claviers, orgue (Hammond), clavinet, rhodes, wurlitzer
- Jean Philippe Rykiel - Piano, claviers
- Stephane San Juan - Batteries, percussions, Darbouka, clapping
- Cheik-Tidiane Seck - Marimba, orgue (Hammond), rhodes